# Rilocalizzazione (economia)
La rilocalizzazione (in inglese reshoring o inshoring) in economia rappresenta l'organizzazione della produzione che rientra nella regione originaria o stati amici.

## Storia
Il fenomeno va inserito a seguito dello sviluppo del commercio mondiale e sviluppato principalmente a seguire degli anni 2010 e 2020.
Questi eventi hanno fatto sì che si passasse da un sistema economico basato sulla produzione dislocata in varie parti del globo ad un parziale ritorno al consumo di prodotti locali.

## Varianti
La rilocalizzazione può essere effettuata principalmente in una delle seguenti modalità:
- Pura o back reshoring: la produzione viene spostata nella nazione originaria
- Insediativa o on shore: la produzione rientra dentro l'azienda originaria, quindi non si fa affidamento ad aziende esterne presenti nel territorio nazionale
- Impura o near reshoring: la produzione viene spostata principalmente da nazioni straniere ad altre nazioni straniere ritenute più amiche e generalmente vicine